# Мальтийская лира
Мальтийская лира (мальт. Lira Maltija; код ISO 4217: MTL) — национальная валюта Мальты с 1983 до 2007 года. До мальтийской лиры в обращении с 1949 года находился мальтийский фунт, переименованный в январе 1983 года в мальтийскую лиру.
1 лира была равна 100 центам и 1000 милей. В обращении находились монеты достоинством в 2, 3, 5 милей, 1, 2, 5, 10, 25, 50 центов и 1 лиру, а также банкноты достоинством 2, 5, 10 и 20 лир.
Мальтийская лира являлась второй (после кувейтского динара) по стоимости денежной единицей в мире (1 лира ~ 3,4 доллара на декабрь 2007 года).
Замена на евро произошла 1 января 2008 года, 1 евро = 0,4293 мальтийской лиры.